# Studi interrotti
Studi interrotti è il primo album in studio solista del duo Gli Scontati, composto da Lorenzo Kruger frontman del gruppo musicale italiano Nobraino e Giacomo Toni frontman e pianista del gruppo 900band. Viene pubblicato il 21 gennaio 2016 dall'etichetta discografica indipendente MArteLabel e distribuito da Goodfellas.

## Il disco
Paolo Conte è da sempre l'artista punto di riferimento di Lorenzo Kruger e Giacomo Toni. Nel progetto il duo mette da parte, ma non allontana la figura di Paolo Conte, proponendo sette tracce inedite che hanno l'ambizione di confondersi tra i grandi del maestro astigiano: sette tracce inedite corredate da una reinterpretazione di un suo classico, con uno stile che evita facili scorciatoie ma che è attento debitore della lezione contiana.
L'album racchiude in sé stesso un vasto repertorio di suoni e tonalità che però sanno amalgamarsi perfettamente tra loro, rendendo il lavoro lineare e fluido nell'ascolto. Si passa da ballad come Maestra Di Ballo e Walter, per proseguire poi con brani più spensierati come Quella lì (singolo pubblicato il 10 dicembre 2015 che anticipa l’uscita dell'album) per arrivare a pezzi più ritmati come Nuda e Genio. Senza dimenticare la più ballabile ed intrigante Se ti prendo per arrivare alla traccia cover La fisarmonica di Stradella dello stesso Conte (in origine pubblicata sull'album Paolo Conte del 1974).
Vengono realizzati i video musicale dei tre singoli; il video di Quella lì è girato in un mercatino dell'usato di Cesena e vede protagonisti i due artisti che si divertono ad interagire con gli oggetti più strani, giocando tra cianfrusaglie e chincaglierie con un lezioso humor d'altri tempi.

## Tracce
Testi e musiche di Lorenzo Kruger eccetto dove indicato.
1. La maestra di ballo – 3:40
2. Quella lì – 2:33
3. Nuda – 3:15
4. Genio – 2:12
5. Se ti prendo – 3:24
6. Walter – 3:04
7. Il femminone – 3:28
8. La fisarmonica di Stradella – 2:09 (Paolo Conte) – (brano di Paolo Conte, da Paolo Conte, 1974)

## Crediti
- Lorenzo Kruger - paroliere, produttore
- Giacomo Toni - pianoforte
- Daniele Marzi - registrazione